# Indywidualne Mistrzostwa Szwecji na Żużlu 2013
Indywidualne Mistrzostwa Szwecji na Żużlu 2013 – cykl turniejów żużlowych, mających wyłonić najlepszych żużlowców szwedzkich w sezonie 2013. Tytuł wywalczył Andreas Jonsson.

## Finał
- Vetlanda, 30 sierpnia 2013

| Msc. | Zawodnik               | Klub        | Pkt |             | Uwagi                        |
| ---- | ---------------------- | ----------- | --- | ----------- | ---------------------------- |
| 1    | Andreas Jonsson        | Smederna    | 11  | (2,1,2,3,3) | I m. w finale                |
| 2    | Jonas Davidsson        | Lejonen     | 15  | (3,3,3,3,3) | II m. w finale               |
| 3    | Peter Ljung            | Vastervik   | 14  | (3,3,3,3,2) | III m. w finale              |
| 4    | Kim Nilsson            | Rospiggarna | 10  | (2,2,3,2,1) | I m w barażu, IV m. w finale |
| 5    | Tomas H. Jonasson      | Vetlanda    | 10  | (3,3,2,0,2) | II m. w barażu               |
| 6    | Fredrik Lindgren       | Dackarna    | 11  | (2,2,2,2,3) | III m. w barażu              |
| 7    | Daniel Nermark         | Vastervik   | 10  | (1,3,1,2,3) | IV m. w barażu               |
| 8    | Joonas Kylmäkorpi      | Ornarna     | 9   | (1,2,3,1,2) |                              |
| 9    | Ludvig Lindgren        | Griparna    | 5   | (1,2,2,0,0) |                              |
| 10   | Simon Gustafsson       | Rospiggarna | 4   | (0,1,d,3,0) |                              |
| 11   | Antonio Lindbäck       | Indianerna  | 4   | (3,0,0,d,1) |                              |
| 12   | Oliver Berntzon        | Smederna    | 4   | (2,0,1,0,1) |                              |
| 13   | Mikael Max             | Hammarby    | 4   | (0,1,1,1,1) |                              |
| 14   | Daniel Davidsson       | Lejonen     | 3   | (0,0,1,2,0) |                              |
| 15   | Dennis Andersson       | Dackarna    | 3   | (0,0,0,1,2) |                              |
| 16   | Anders Mellgren        | Vargarna    | 3   | (1,1,0,1,0) |                              |
|      | rez. Mathias Thörnblom | Gnistorna   | ns  |             |                              |
|      | rez. Ricky Kling       | Ornarna     | ns  |             |                              |

## Bieg po biegu
1. J.Davidsson, F.Lindgren, Nermark, D.Davidsson
2. Ljung, Jonsson, Mellgren, Gustafsson
3. Jonasson, Nilsson, L.Lindgren, Andersson
4. Lindbäck, Berntzon, Kylmäkorpi, Max
5. J.Davidsson, Kylmäkorpi, Jonsson, Andersson
6. Nermark, L.Lindgren, Gustafsson, Berntzon
7. Jonasson, F.Lindgren, Mellgren, Lindbäck
8. Ljung, Nilsson, Max, D.Davidsson
9. J.Davidsson, Jonasson, Max, Gustafsson (d)
10. Nilsson, Jonsson, Nermark, Lindbäck
11. Ljung, F.Lindgren, Berntzon, Andersson
12. Kylamekorpi, L.Lindgren, D.Davidsson, Mellgren
13. J.Davidsson, Nilsson, Mellgren, Berntzon
14. Ljung, Nermark, Kylmaerkopi, Jonasson
15. Jonsson, F.Lindgren, Max, L.Lindgren
16. Gustafsson, D.Davidsson, Andersson, Lindbäck (d)
17. J.Davidsson, Ljung, Lindbäck, L.Lindgren
18. Nermark, Andersson, Max, Mellgren
19. F.Lindgren, Kylmäkorpi, Nilsson, Gustafsson
20. Jonsson, Jonasson, Berntzon, D.Davidsson
21. Baraż (miejsca 4-7, najlepszy do finału): Nilsson, Jonasson, F.Lindgren, Nermark
22. Finał (miejsca 1-3 i najlepszy z barażu): Jonsson, J.Davidsson, Ljung, Nilsson